# Asociación de Periodistas de Información Ambiental
La Asociación de Periodistas de Información Ambiental (APIA) es una asociación profesional española que agrupa a periodistas que trabajan con la temática de medio ambiente fundada en 1994.

## Historia
La APIA se creó en 1994 con la finalidad de garantizar la independencia y objetividad de los contenidos informativos relacionados con el medio ambiente, el rigor en la divulgación, la defensa de la libertad en el ejercicio profesional, el diálogo y acceso a fuentes informativas, así como la organización de formaciones, actividades y congresos con la presencia de profesionales y organismos nacionales e internacionales de esta temática.
En 2016 Clara Navío era la presidenta de la APIA. En mayo de 2019 la Junta Directiva estaba conformada por María García de la Fuente como presidenta, Javier Valenzuela como vicepresidente, Luis Guijarro como secretario general, César-Javier Palacios como tesorero, María José Montesinos, Maite Mercado y Félix Tena como vocales, e Isabel del Pueyo y Nuria Castaño como suplentes.
En 2023 contaba con 200 miembros.

## Proyectos e iniciativas
La APIA creó en 1995 los premios anuales Vía APIA y Vía Crucis. El primero, reconoce la transparencia y la facilidad con la que los periodistas pueden acceder a fuentes fiables y rigurosas sobre información ambiental, que han recibido, entre otros, el biólogo Fernando Valladares, el Servicio de Información y Noticias Científicas, el Instituto Geológico y Minero de España, la Agencia Estatal de Meteorología, la Sociedad Española de Ornitología, Amigos de la Tierra, Greenpeace, Ecologistas en Acción, WWF España, Ecoembes, Stop Uranio o Fridays For Future. El segundo, su opuesto, se otorga a instituciones que aplican malas prácticas en el acceso a dicha información, como la Asociación de Empresas de Energía Eléctrica, el Ministerio de Industria, Energía y Turismo, el Consejo de Seguridad Nuclear, las Consejerías de Medio Ambiente de las Comunidades Autónomas de Cantabria, Castilla y León, Aragón, Castilla-La Mancha y Andalucía, el partido político VOX o al gobierno de Rusia.
Para impulsar la especialización de los estudiantes de periodismo de España, la APIA realiza diferentes programas e iniciativas de formación. Junto a la Agencia EFE y la empresa sueca Tetra Pak, creó el Certamen Joven Periodismo Ambiental, que premia con una beca y prácticas por doce meses en EFE Verde, por el mejor reportaje dedicado al medioambiente. De igual forma, con la Agencia EFE  y la Interprofesional del Aceite de Orujo de Oliva (ORIVA), lanzó en 2024, una beca que consiste en prácticas profesionales durante tres meses en EFE Verde. Por otra parte, desde 2014, de la mano de Europa Press y Ecoembes, ofrece una beca de formación en Periodismo Ambiental en la agencia Europa Press, con una duración de tres meses. Además, imparten cursos especializados en universidades como la de Valencia, la Complutense de Madrid o la de Córdoba.
Desde 2019, cada año, organiza junto con la Sociedad Pública de Gestión Ambiental del Gobierno Vasco (Ihobe), la Escuela de Comunicación Ambiental. Un foro de debate centrado en el uso de la comunicación como herramienta de cambio social, que tiene lugar dentro de la programación de los Cursos de Verano de la Universidad del País Vasco y del Donostia Sustainability Forum.
La APIA ha creado documentos para ayudar a los periodistas a documentar la temática ambiental en los medios de comunicación, como el Decálogo para comunicar la descarbonización, diseñado en 2020, junto a la Asociación Empresarial Eólica (AEE); la Guía de entrevistas sobre Cambio Climático, publicado en 2023 en castellano, catalán, euskera y gallego, con el apoyo de The European Climate Foundation (ECF) y profesionales especializados en esta materia; o la Guía para periodistas sobre el reciclaje de aluminio, creada junto a la Asociación para el Reciclado de Productos de Aluminio (ARPAL) en 2024, entre otros. 
También mantiene convenios de colaboración con otras entidades del sector, como la Fundación Minería y Vida, SIGRE y Aqualia.